# Bidone d'Oro
De Bidone d'Oro, Italiaans voor Gouden Vuilnisbak, was een prijs uitgereikt aan de slechtste voetballer van de Serie A. De naam was een woordgrap gebaseerd op de prijs voor Europees voetballer van het jaar (de Ballon d'Or). De prijs werd elk jaar uitgereikt en de winnaar werd gekozen door luisteraars van het programma Catersport op Rai Radio 2. De eerste winnaar van de prijs, in 2003, was Rivaldo. De prijs werd stopgezet in 2012 toen Catersport uit de lucht ging. De laatste Bidone d'Oro werd eind 2012 uitgereikt aan Alexandre Pato na een stemming op de Facebook-pagina van de radioshow.

## Winnaars
| Jaar | Speler              | Club           |
| ---- | ------------------- | -------------- |
| 2003 | Rivaldo             | AC Milan       |
| 2004 | Nicola Legrottaglie | Juventus       |
| 2005 | Christian Vieri     | AC Milan       |
| 2006 | Adriano             | Internazionale |
| 2007 | Adriano             | Internazionale |
| 2008 | Ricardo Quaresma    | Internazionale |
| 2009 | Felipe Melo         | Juventus       |
| 2010 | Adriano             | AS Roma        |
| 2011 | Diego Milito        | Internazionale |
| 2012 | Alexandre Pato      | AC Milan       |